# Хана Овесни
Хана Овесни (Крагујевац, 1969) српска је вајарка.

## Биографија
Дипломирала је 1993. године вајарство на Факултету примењених уметности и дизајна у Београду, у класи професора Зорице Јанковић. Члан је УЛУПУДС-а од 1995. године. Од 1996. године ради и излаже као самостални уметник.
Излагала је на пет самосталних и више групних изложби.

## Самосталне изложбе
- 1993, Крагујевац, Мали ликовни салон Народног музеја, скулптуре, рељефи, цртежи,
- 1996, Крагујевац, Мали ликовни салон Народног музеја, скулптуре, рељефи, цртежи,
- 1996, Опленац-Топола, Задужбина Краља Петра I, скулптуре, рељефи, цртежи,
- 2000, Београд, Југословенска галерија уметничких дела, скулптуре, рељефи, цртежи,
- 2001, Бор, Музеј града Бора, скулптуре, рељефи, цртежи.

## Групне изложбе (избор)
- 2003, Седма међународна изложба слика и графика „“, Систиана, Италија,
- 2004, „Salone d'Arte Contemporanea“, „Изложба 5 аутора“, Трст, Италија,
- 2004, „Art Gallery 2“, „Склуптура и графика данас-заједничка изложба 7 аутора“, Систиана, Италија,
- 2004, Осма међународна изложба слика и графика „“, Систиана, Италија,
- 2004, „Свет без граница-Међународна изложба савремене уметности“, „Alpen-Adria gallery“, Клагенфурт, Аустрија,
- 2004, „Свет без граница-Међународна изложба савремене уметности“, „“, Аурисина, Италија,
- 2005, Девета међународна изложба слика и графика „Omaz Waldes Coen-u“, „Galerie im Kraftwerk, Riedersbach“, St. Pantaleon, Салцбург, Аустрија,
- 2005, „Свет без граница-Међународна изложба савремене уметности“, „“, Аурисина, Италија,

## Награде (избор)
- Годишња награда УЛУПУДС-а за скулптуру (2002)
- Награда за графику: 2003, Седма међународна изложба слика и графика „“, Систиана, Италија
- Награда за графику: 2004, Осма међународна изложба слика и графика „“, Систиана, Италија
- Награда за графику: 2005, Девета међународна изложба слика и графика „“, Систиана, Италија
- Награда за графику: 2005, "Свет без граница -- Међународна изложба савремене уметности", „Casa della Pietra“, Аурисина, Италија